# Norwegian Star
Norwegian Star je výletní loď třídy Dawn provozovaná společností Norwegian Cruise Line (NCL).

## Historie
Norwegian Star byla postavena loděnicí Meyer Werft v německém Papenburgu. Stavba začala v roce 2000 a byla dokončena v polovině roku 2001, loď byla uvedena do provozu později v tomto roce. Od svého uvedení do provozu objížděla Norwegian Star Havajské ostrovy, ale v roce 2004 byla přesunuta na tichomořské pobřeží severní Ameriky.
Když byla postavena, byla také jednou z mála výletních lodí postavených bez kasina, což bylo zakázáno havajským právem, v roce 2005 bylo kasino přistaveno s rozlohou 900 čtverečních metrů. Norwegian Star má na palubě celkově 10 různých restaurací. Čtyři dieselové generátory MAN B & W po 14 700 kW (19 700 hp) pohánějí loď, která může spalovat buď motorovou naftu nebo těžký topný olej. Norwegian Star je vybavena stabilizátory o rozloze 8 čtverečních metrů.
Norwegian Star byla původně určena k provozu se Star Cruises pod názvem SuperStar Libra. Plány pro SuperStar Libra byly představeny 7. června 1999. Byla první z dvou plavidel třídy Balra postavených německou loděnicí Meyer Werft. Když společnost Norstar Cruise Line (NCL) koupila společnost Star Cruises, Superstar Libra a druhá výletní loď třídy Superstar Scorpio byly převedeny na NCL v březnu 2001. Pod NCL byl Superstar Libra přejmenován na Norwegian Star a Scorpio se stal Norwegian Dawn; následně třída Libra byla označována jako třída Dawn. 30. září 2001 byla Norwegian Star proplavena z konstrukčního doku k dokončovacímu molu loděnice.
O dva dny později opustila Papenburg a proplula řekou Emží. Plavidlo bylo pokřtěno 17. listopadu 2001 v Miami na Floridě v dubovém obřadu s další lodí NCL, Norwegian Sun. 16. prosince se Norwegian Star zařadila do pravidelné dopravy s plavbami po Havajských ostrovech. V roce 2004 byla přesunuta na západní pobřeží pro plavby na Aljašku a v létě na mexickou riviéru. Norwegian Star byla pronajata, aby sloužila jako plovoucí hotel pro zimní olympijské hry v roce 2010 ve Vancouveru v Britské Kolumbii v Kanadě, avšak dohoda byla zrušena z důvodu finančních nákladů a nedostatečné poptávky.